# Franciszek Raszeja
Franciszek Raszeja (* 2. April 1896 in Culm an der Weichsel; † 21. Juli 1942 in Warschau) war ein Mediziner und Hochschullehrer; er war ein Bruder von Leon Raszeja und Maksymilian Raszeja.

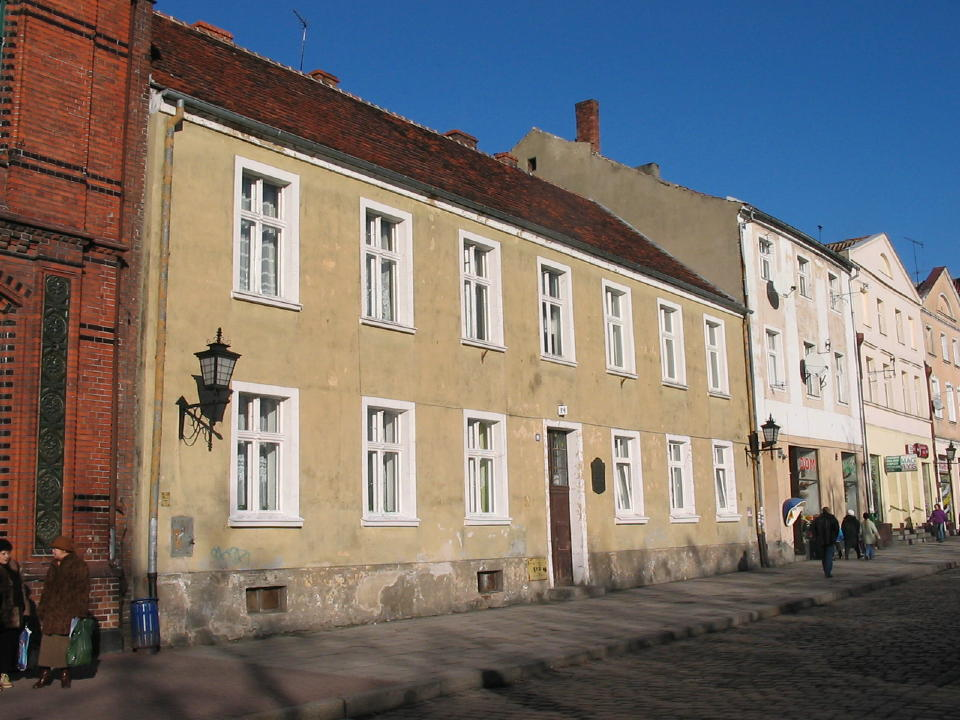
Geburtshaus von Franciszek Raszeja in Chełmno

Franciszek Raszeja ging in Culm zur Schule und war mit Kurt Schumacher befreundet, dem ebenfalls in Culm aufgewachsenen späteren SPD-Politiker. Nach seinem Medizinstudium in Münster, Krakau und Posen und der Promotion war er im jetzt polnischen Posen in der Universitätsklinik tätig. 1931 habilitierte er sich und wurde Direktor des orthopädischen Krankenhauses in Schwersenz bei Posen. Gleichzeitig leitete er eine orthopädische Poliklinik in Posen. Raszeja erreichte 1935 die Wiedereröffnung des Orthopädiekrankenhauses der Universität Posen und übernahm seine Leitung. Ein Jahr später wurde er zum Professor ernannt.
Nach Beendigung der Kriegshandlungen war Raszeja seit Dezember 1939 als Arzt in Warschau tätig und unterrichtete im Untergrund Studenten der Geheimen Warschauer Universität. Er nahm Verbindung mit Professor Ludwik Hirszfeld auf, der sich im Warschauer Ghetto aufhielt, und organisierte einen Blutspendedienst für die jüdische Bevölkerung. Am 21. Juli 1942 begab sich Raszeja trotz der drohenden Gefahren ins Ghetto, um einen Patienten zu behandeln. Er wurde in der Wohnung des Patienten mit dem Patienten, dessen Familie, zwei jüdischen Ärzten und einer Krankenschwester von Angehörigen der SS erschossen.
Im Februar 2001 wurde Franciszek Raszeja für seinen Einsatz für die jüdische Bevölkerung von der israelischen Gedenkstätte für die Opfer des Holocaust Yad Vashem in Jerusalem postum der Titel „Gerechter unter den Völkern“ verliehen.